# Mahle GmbH
Mahle es una empresa que produce piezas de automóviles, cuya sede central está ubicada en Stuttgart, Alemania. Tiene participación en varios otros países, siendo los principales: Brasil, España, Estados Unidos, China, México, India, entre otros.
En 2024 reportó ingresos por 11 700 000 000 € y un beneficio neto de 22 000 000 €, con una plantilla total de 72 373 empleados.